# Ayyıldız, Karkamış
Ayyıldız là một xã thuộc huyện Karkamış, tỉnh Gaziantep, Thổ Nhĩ Kỳ. Dân số thời điểm năm 2011 là 136 người.